# گردلر ۸۲۶۸
سیارک ۸۲۶۸ (به انگلیسی: 8268 Goerdeler، نامگذاری:1987SQ10) هشت هزار و دویست و شصت و هشتمین سیارک کشف شده‌است که در ۲۹ سپتامبر ۱۹۸۷ کشف شد.
قدر مطلق سیارک برابر ۱۳٫۷۰ است.